# أنشارتد (فلم)
أنشارتد (بالإنجليزية: Uncharted) هو فيلم أكشن أميركي صدر في 17 فبراير 2022 من إخراج روبن فليشر، يدور الفيلم حول أصول ناثان دريك من لعبة فيديو تحمل نفس الإسم، الفيلم من بطولة توم هولاند، مارك والبيرغ، أنتونيو بانديراسو وصوفيا تايلور علي.

## الممثلون
- توم هولاند في دور ناثان دريك.[2]
- مارك والبيرغ في دور فيكتور سوليفان
- أنتونيو بانديراس
- صوفيا تايلور علي
- تاتي غبريال

## روابط خارجية
- الموقع الرسمي
- مقالات تستعمل روابط فنية بلا صلة مع ويكي بيانات

- أنشارتد على موقع شاشة 1 أخبار (العربيه)